# Team America
O Team America foi uma equipe de futebol dos Estados Unidos, que disputou a North American Soccer League em 1983.

## História
Fundado em 1983, o Team America foi uma ideia da Federação de Futebol dos Estados Unidos, uma vez que os demais da NASL estavam com vários estrangeiros e, por isso, a formação de novos atletas ficou prejudicada. O nome da equipe é uma referência ao combinado de jogadores da NASL que usou tal denominação em 1976. Acreditando que a presença do Team America era uma preparação para a disputa do torneio de futebol das Olimpíadas de 1984, a Federação aceitou a inscrição do time na temporada 1983 da NASL.
Tendo o grego Alketas Panagoulias como treinador, o Team America (que usou camisa listrada em vermelho e branco, calção e meias azuis) não teve bom desempenho: em 30 jogos, venceu 10 e perdeu 20, fez 33 gols e levou 54. A média de público no Robert F. Kennedy Memorial Stadium era baixa (11 mil torcedores por partida), e o proprietário Robert Lifton e Howard J. Samuels (que também coordenou o projeto) ficaram inconformados com o baixo rendimento. Em 1984, a Federação de Futebol dos Estados Unidos decidiu não inscrever o time, que foi extinto ainda em 1983.

## Treinadores
- Alketas Panagoulias (1983)